# 19148 Alaska
A 19148 Alaska (ideiglenes jelöléssel 1989 YA5) a Naprendszer kisbolygóövében található aszteroida. Eric Walter Elst fedezte fel 1989. december 28-án.